# Irina Alfiorova
Irina Ivanovna Alfiorova (en russe : Ирина Ивановна Алфёрова ; née le 13 mars 1951 à Novossibirsk) est une actrice russe, ex-épouse de l'acteur Alexandre Abdoulov, dont elle a une fille, Xénia, mariée avec l'acteur Egor Beroïev. 
Elle est Artiste du peuple de Russie (2007).

## Biographie
Née de parents avocats, Irina Alfiorova joue dans des théâtres de Novossibirsk avant d'entrer au GITIS de Moscou dont elle sort diplômée en 1972. Elle travaille dans plusieurs théâtres et tourne pour la télévision soviétique en particulier pour Le Chemin des tourments d'après le roman Alexis Tolstoï. En 1976, elle entre au théâtre Lenkom.
Elle joue alors Constance dans D'Artagnan et les Trois Mousquetaires de Gueorgui Jungwald-Khilkevitch. Elle continue d'apparaître à la télévision, notamment dans le programme La Marquise qui fait rencontrer le public et des artistes ou intellectuels renommés. Aujourd'hui elle poursuit sa carrière théâtrale.

## Filmographie
- 1970 : Les Trompettes d'argent
- 1971 : Alexeïtch
- 1972 : Le Professeur de chant
- 1977 : Le Bouleau noir
- 1977 : Le Chemin des tourments d'après Alexis Tolstoï : Dacha
- 1978 : Les Cloches d'automne
- 1979 : D'Artagnan et les Trois Mousquetaires : Constance
- 1980 : Un ami sans nom : Kyra
- 1981 : Courage : Clara
- 1982 : Sans causes apparentes
- 1982 : Vassili Bouslaïev : Ksénia
- 1982 : Samedi et dimanche : La mère
- 1983 : Le Baiser : Sonia
- 1984 : Sept poèmes
- 1985 : Bagration
- 1996 : Ermak : Aliona
- 2007 : Sonka à la main d'or
- 2011 : Raspoutine de Josée Dayan (TV) : Zinaida Youssupov